# Bon Cop, Bad Cop
Bon Cop, Bad Cop es una película de acción canadiense estrenada en 2006. Este filme cuenta la historia entre dos policías locales: David Bouchard (Patrick Huard), de la provincia francófona de Quebec; y Martin Ward (Colm Feore), de la anglófona Ontario, que deben unir sus fuerzas a pesar de sus diferencias. La película se desarrolla principalmente en ambas provincias, las dos más importantes del país.

## Sinopsis
Un cadáver es encontrado sobre un letrero que indica la frontera entre Quebec y Ontario. Para dar con el asesino, dos policías, uno de cada provincia, deben trabajar juntos, a pesar de las diferencias de carácter y de idioma que los divide.

## Ficha técnica
- Realización : Érik Canuel
- Scenario : Leila Basen, Alex Epstein, Patrick Huard y Kevin Tierney

### Elenco
- Patrick Huard: Detective David Bouchard
- Colm Feore: Detective Martin Ward
- Lucie Laurier: Suzie, exesposa de Bouchard
- Sylvain Marcel: Luc Therrien
- Pierre Lebeau: capitán LeBœuf
- Ron Lea: capitán Brian MacDuff
- Sarain Boylan: Iris Ward
- Sarah-Jeanne Labrosse: Gabrielle, hija de Bouchard
- Louis-José Houde: Jeff, el juez de instrucción
- Patrice Bélanger: Tattoo Killer
- Rick Mercer: Tom Berry
- Erik Knudsen: Jonathan
- Rick Howland: Buttman
- André Robitaille: Benoit Brisset, primera víctima
- Hugolin Chevrette: Stef
- Gilles Renaud: Grossbut

## Premios
- Bobine d'or (8 de febrero de 2007).
- Premios Genie a la mejor película del año 2006 (14 de febrero de 2007).
- Nominación al Premio Jutra a la película de mayor proyección internacional (fuera de Quebec).
- Premio Jutra de mejor montaje, 2007.
- Premios en los festivales de Boulder, Hong Kong, Seattle y Estocolmo.